# Ackermans & van Haaren
Ackermans & van Haaren (AvH) er en belgisk diversificeret koncern og holdingselskab med hovedkvarter i Antwerpen. De arbejder indenfor byggeri og anlæg, entreprise, bank, fast ejendom, energi og ressourcer. I 2020 havde en omsætning på 3,9 mia. euro og 22.331 ansatte.
Virksomheden blev etableret af Nicolaas van Haaren og Hendrik Willem Ackermans i 1876.

## Koncernstruktur
Virksomheden kan inddeles i fire kernesektorer:
- Marine Engineering & Contracting, med DEME, CFE, Rent-A-Port og Green Offshore.
- Private Banking, med Delen Private Bank, Bank J. Van Breda en Co og Bank de Kremer.
- Real Estate gennem ejendomsudviklingsselskabet Nextensa.
- Energy & Resources, gennem Sipef (palmeolieplantager), Sagar Cements (indisk cementfabrikant) og Verdant Bioscience (forædling af palmeolie)